# Lucky Lukes fästmö
Lucky Lukes fästmö (La fiancée de Lucky Luke) är ett Lucky Luke-album från 1985. Det är det 54:e albumet i ordningen, och har nummer 53 i den svenska utgivningen. Manus bearbetades sedermera också till ett avsnitt av den otecknade TV-serien Lucky Luke, med Terence Hill i titelrollen.

## Handling
Lucky Luke anlitas, motvilligt, för att föra en karavan av giftaslystna kvinnor från den amerikanska östkusten till ungkarlarna i vilda västern-staden Purgatory. Till sin hjälp har han Hank Bully (från seriealbumet Diligensen). Kvinnorna visar sig betydligt mer handlingskraftiga än vad männen trott, men väl framme vid slutdestinationen visar det sig att en av de tilltänkta brudgummarna beräknas tillbringa de närmaste månaderna i fängelse. För att garantera säkerheten för den tilltänkta bruden, Jenny O'Sullivan, övertalas Luke att agera hennes förkläde till dess att den blivande maken är satt på fri fot igen. 

## Svensk utgivning
- Morris; Guy Vidal, (översättare: Kåre Persson) (1986). Lucky Lukes fästmö. Lucky Lukes äventyr: 53. Stockholm: Bonniers Juniorförlag. Libris 7285693. ISBN 91-48-51404-7
- I Lucky Luke – Den kompletta samlingen ingår albumet i "Lucky Luke 1985-1987". Libris 10302081. ISBN 91-7134-416-0
- Serien återtrycktes också i  "Lucky Luke Pocket" (2004)